# Вернер Ремус
Вернер Ремус (нім. Werner Remus; 26 вересня 1919 — 14 липня 1979) — німецький офіцер-підводник, оберлейтенант-цур-зее крігсмаріне.

## Біографія
16 вересня 1939 року вступив на флот. З 18 травня 1943 по 23 лютого 1945 року — командир підводного човна U-339, з березня по 5 травня 1945 року — U-554.

## Звання
- Кандидат в офіцери (16 вересня 1939)
- Фенріх-цур-зее (1 липня 1940)
- Оберфенріх-цур-зее (1 липня 1941)
- Лейтенант-цур-зее (1 березня 1942)
- Оберлейтенант-цур-зее (1 жовтня 1943)